# Swing When You're Winning
Swing When You're Winning is het vierde album van Robbie Williams, uitgebracht in 2001. Het waren, op "I Will Talk and Hollywood Will Listen" na, allemaal covers van nummers van onder andere Frank Sinatra.

## Nummers
1. "I Will Talk and Hollywood Will Listen" (Guy Chambers, Robbie Williams) 3:17
2. "Mack the Knife" (Marc Blitzstein, Bertolt Brecht, Kurt Weill) 3:18
3. "Somethin' Stupid" (met Nicole Kidman) (C. Carson Parks) 2:50
4. "Do Nothin' Till You Hear from Me" (Duke Ellington, Bob Russell) 2:58
5. "It Was a Very Good Year" (met Frank Sinatra) (Ervin Drake) 4:28
6. "Straighten Up and Fly Right" (Nat King Cole, Irving Mills) 2:36
7. "Well, Did You Evah?" (met Jon Lovitz) (Cole Porter) 3:50
8. "Mr. Bojangles" (Jerry Jeff Walker) 3:17
9. "One for My Baby" (Harold Arlen, Johnny Mercer) 4:17
10. "Things" (met Jane Horrocks) (Bobby Darin) 3:22
11. "Ain't That a Kick in the Head" (Sammy Cahn, Jimmy Van Heusen) 2:27
12. "They Can't Take That Away from Me" (met Rupert Everett) (George Gershwin, Ira Gershwin) 3:07
13. "Have You Met Miss Jones?" (Richard Rodgers, Lorenz Hart) 2:34
14. "Me and My Shadow" (met Jonathan Wilkes) (Dave Dreyer, Al Jolson, Billy Rose) 3:16
15. "Beyond the Sea" (Jack Lawrence, Charles Trenet) 2:14